# Still Day Beneath the Sun
"Still Day Beneath the Sun" er en limited edition 7" vinyl-single fra det svenske metalband Opeth, udgivet af Robotic Empire Records. Før udgivelsen af singlen havde det kun været muligt at skaffe dens to spor på en importeret version af albummet Blackwater Park. Begge sangene er musikalsk meget lig, hvad der høres på albummet Damnation; og en af grundene til udgivelsen af singlen var også at gøre reklame for Damnation, som blev udgivet omtrent to måneder senere.
Singlen findes i tre versioner:
- Sort vinyl, begrænset til 1,092 eksemplarer.
- Grå vinyl, begrænset til 150 eksemplarer.
- Testudgivelse, begrænset til 24 eksemplarer.

## Spor
1. "Still Day Beneath the Sun" – 4:34
2. "Patterns in the Ivy II" – 4:11